# نیز (شهرستان کارگوپولسکی، استان آرخانگلسک)
نیز (به لاتین: Niz) یک منطقهٔ مسکونی در روسیه است که در استان آرخانگلسک واقع شده‌است.